# 프리모스
프리모스(Primos)는 미국의 애니메이션으로 2024년 7월 26일에 디즈니 채널에서 방영 중이다.

## 등장인물
한국어판

## 논란
아직 방영조차 시작하지 않았음에도 벌써부터 온갖 논란이 터져 나오는 중이다.
본작의 배경의 이름인 "테레모토 하이츠(Terremoto Heights)"에서 terremoto는 지진을 뜻한다. 남미에서 지진은 상당히 자주 일어나는 자연재해라 언제든지 대참사로 이어질지 모르는 위험요소인데 이를 희화화하는 것이 문제이다.
오프닝에서 나오는 문구 "¡Oye primos!"는 한국어로 치면 "야 사촌들아!"가 되는데, 문제는 단어 oye는 단수이고 primos는 복수라서 문법적으로 틀린 문장이 된다. 실제로 올바르게 쓰면 복수인 oigan이 맞다.
파일럿 에피소드에서 주인공이 단어 bienvenidos의 철자를 틀려서 언니가 이를 정정하는 내용이 있는데, 이마저도 논란이 되자 주인공의 성우인 미예르나 벨라스코(Myrna Velasco)가 "스페인어는 콩키스타도르 정복자들이 남미 원주민들에게 무자비하게 주입한 단어이니 문법 오류 정도는 틀려도 괜찮다"라는 망언을 하면서 논란이 더 커졌다.
거기다 시놉시스 부분에서 표절 의혹이 있는데, "혼자 있는 것이 좋은 주인공이 개성 넘치는 여러명의 가족, 친척들에게 시달린다"라는 스토리는 이미 링컨의 집에서 살아남기가 선보인 바 있다. 한편 링컨의 집에서 살아남기의 첫 방영연도는 2016년으로 프리모스가 최초로 기획한 연도인 2017년으로부터 이전이니 충분히 표절을 의심할 여지가 있다.